# Tadeusz Kolendowicz

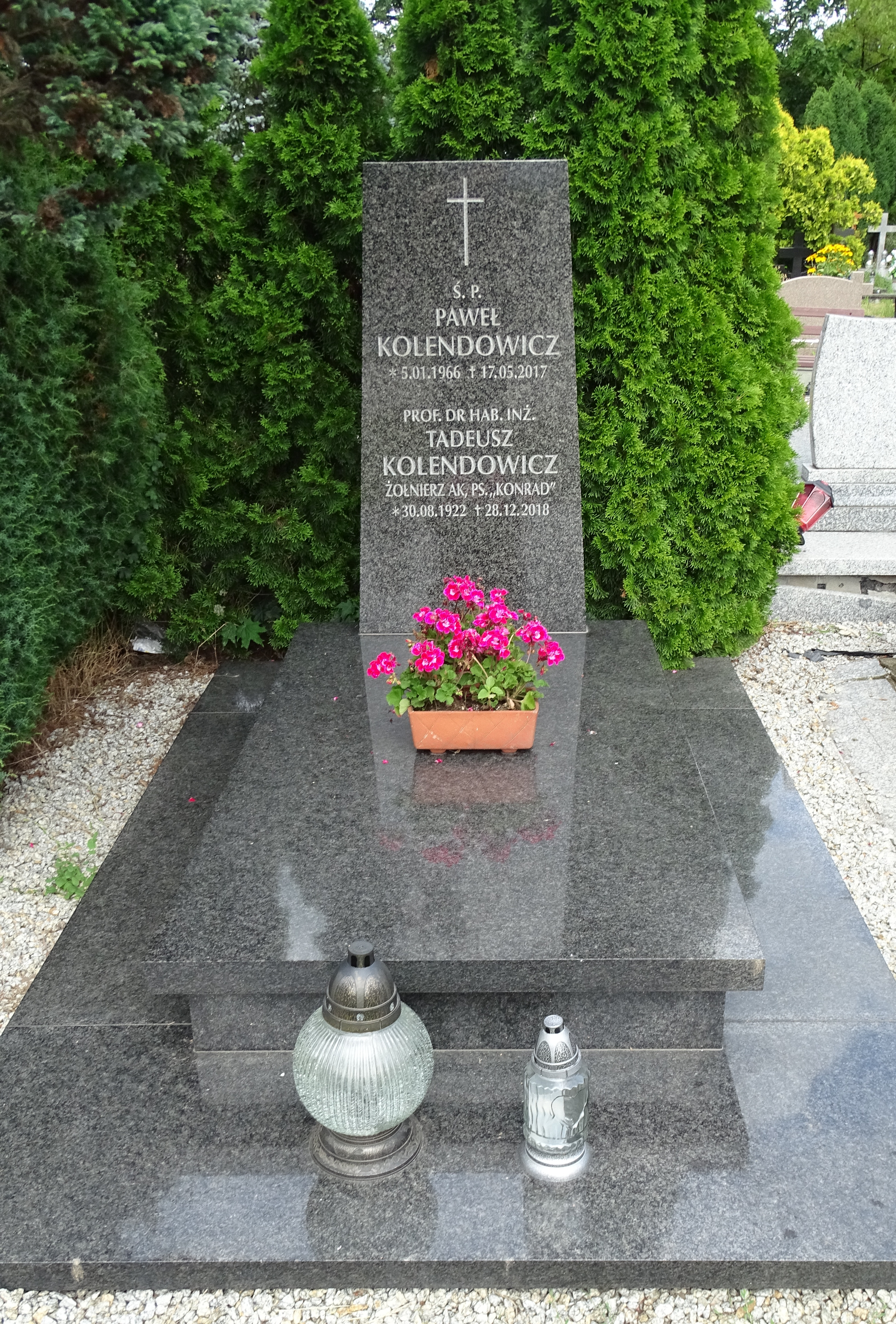
Grób prof. Kolendowicza na cmentarzu przy ul. Smętnej we Wrocławiu

Tadeusz Kolendowicz ps. Konrad (ur. 30 sierpnia 1922 w Koźminie Wielkopolskim, zm. 28 grudnia 2018) – prof. zw. dr hab. inżynier budownictwa lądowego, wykładowca akademicki, powstaniec warszawski.

## Życiorys
Syn Marii z domu Płonczyńskiej i Wacława Kolendowicza. Po wysiedleniu z miasta rodzinnego przez Niemców w grudniu 1939, okres okupacji spędził na Lubelszczyźnie i w Warszawie, gdzie jako żołnierz AK o pseudonimie Konrad brał czynny udział w Powstaniu Warszawskim w Batalionie Sokół. Walczył na terenie Śródmieścia Południowego. Po kapitulacji 4 października wraz z ludnością cywilną udał się z Warszawy do obozu w Pruszkowie skąd został skierowany do pociągu transportowego do Niemiec, z którego to udało mu się uciec. Zatrzymał się w Milanówku u przyjaciół swoich rodziców.
Studia wyższe odbył w latach 1945-1950 na Wydziale Inżynierii Politechniki Wrocławskiej, gdzie uzyskał stopień magistra inżyniera budownictwa lądowego. 
Do pracy naukowo-dydaktycznej został zaangażowany jeszcze jako student w roku 1948 przez profesora Mariana Janusza. Po ukończeniu studiów rozpoczął pracę w Katedrze Wytrzymałości Materiałów i Statyki Budowli na Politechnice Wrocławskiej pracując jednocześnie jako starszy projektant w Biurze Budownictwa Komunalnego. 
Stopień naukowy doktora nauk technicznych uzyskał w 1960 roku na Politechnice Wrocławskiej, a stopień doktora habilitowanego w 1964 roku na Politechnice Śląskiej w Gliwicach. Stanowisko docenta objął w roku 1965, a następnie w roku 1972 uzyskał tytuł profesora nadzwyczajnego oraz profesora zwyczajnego w roku 1989.
W roku 1964 objął kierownictwo Katedry Konstrukcji Budowlanych na Wydziale Architektury Politechniki Wrocławskiej. Przez wiele następnych lat był kierownikiem różnych jednostek zmieniających swe nazwy w toku kolejnych reorganizacji Uczelni. W latach od 1990 do 1993 był dziekanem Wydziału Architektury Politechniki Wrocławskiej, a w momencie przejścia na emeryturę pełnił tam funkcję kierownika Zakładu Konstrukcji Budowlanych. 
W swej działalności inżynierskiej opracował około 50 znaczących projektów. Wśród nich znajdują się m.in. projekt 12 zbiorników żelbetowych na wodę o pojemności 10 000 m3 każdy, projekt mostu żelbetowego drogowego o rozpiętości 46m w Świdnicy, projekt wstępny zapory wodnej w wersji żelbetowej i betonowej w Górzyńcu koło Szklarskiej Poręby, projekt techniczny ronda podziemnego we Wrocławiu. 
Oprócz prowadzenia zajęć dydaktycznych na Politechnice Wrocławskiej wykładał również w latach 1961-1980 na Wydziale Architektury Wnętrz Państwowej Wyższej Szkoły Sztuk Plastycznych we Wrocławiu, a od 1980 do 1985 był zatrudniony na stanowisku profesora na Wydziale Architektury Université des Sciences et de la Technologie d’Oran w Algierii. 
Opublikował kilkadziesiąt prac naukowych, w tym  9 podręczników. Był członkiem kilku towarzystw naukowych.
Zmarł 28 grudnia 2018 i został pochowany na cmentarzu przy ulicy Smętnej we Wrocławiu.

## Odznaczenia
- Warszawski Krzyż Powstańczy[1]
- Krzyż Armii Krajowej[1]
- Medal Wojska[1]
- Krzyż Kawalerski Orderu Odrodzenia Polski[1]
- Medal Komisji Edukacji Narodowej[2]